# Klaus Havenstein

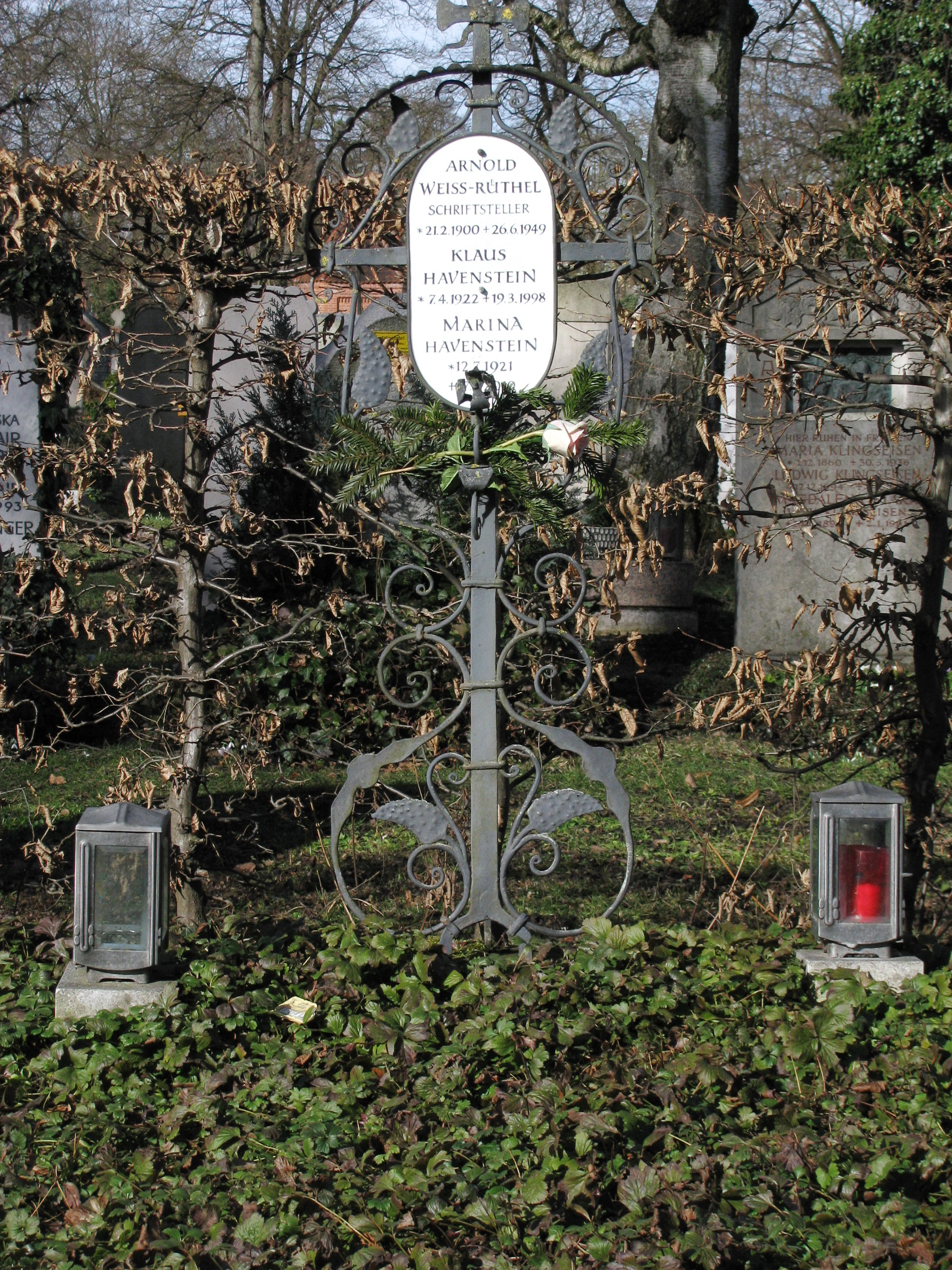
Tumba de Klaus Havenstein en el Cementerio del Norte de Múnich.

Klaus Havenstein (Wittenberge, 7 de abril de 1922-Múnich, 19 de marzo de 1998) fue un actor, artista de cabaré, presentador, locutor y actor de doblaje alemán.

## Vida
Nació en Wittenberge. Su padre, Otto Havenstein, era un maquinista. Pronto la familia se trasladó a Harburg, donde Otto ascendió y llegó a ser inspector de la Deutsche Reichsbahn. En 1937 Klaus empezó a formarse como comerciante en una tienda de alimentos y empezó a tomar clases de interpretación con un profesor particular a pesar de la oposición de su padre. Al inicio de la Segunda Guerra Mundial fue reclutado como artillero y participó en la batalla de Francia, en la ocupación de Grecia y en la guerra contra la Unión Soviética.
Fue uno de los cofundadores del cabaré político Münchner Lach- und Schießgesellschaft en el año 1956. Junto a Ursula Herking, Dieter Hildebrandt y Oliver Hassencamp construyó un entretenimiento provocador y mordaz en las décadas de 1950 y 1960. En 1972 abandonó la compañía.
Dobló a Rey Louie en la versión en alemán de la adaptación de Disney El libro de la selva. También dobló a  Michel Galabru (El gendarme de Saint-Tropez), Gene Wilder (Young Frankenstein), Jack Lemmon (Mister Roberts), Alberto Sordi (Los inútiles) y Peter Ustinov.
También presentó el programa infantil Sport-Spiel-Spannung. Actuó en películas y mantuvo una colaboración duradera con la empresa Bayerischer Rundfunk; en 46 años produjo unas 3000 emisiones. Creó la serie infantil para radio Jeremias Schrumpelhut basada en la obra de Wolf-Dieter von Tippelskirch, donde ponía voz a los cincuenta personajes.
En 1996 abandonó la radio. Desde 1990 hasta 1992 fue intendente del festival Burgfestspiele de la ciudad de Bad Vilbel y por su labor se le puso su nombre a un camino. Después tuvo apariciones estelares en distintos programas, entre ellos Rudis Tagesshow conducido por Rudi Carrell. También apareció en distintas series como Notarztwagen 7, Der Kommissar, Lokaltermin, Detektivbüro Roth, Großstadtrevier o Die Schwarzwaldklinik. 
Se casó en 1958. Falleció en 1998 debido a una enfermedad cardiovascular y está enterrado en el Cementerio del Norte de Múnich.

## Cine y televisión

### Actor
- Die goldene Gans (1953)
- Königswalzer (1955)
- Die Heinzelmännchen (1956)
- Das schöne Abenteuer (1959)
- Menschen im Netz (1959)
- Ein Weihnachtslied in Prosa oder Eine Geistergeschichte zum Christfest (1960)
- Immer will ich dir gehören (1960)
- Sturm im Wasserglas (1960)
- Schneewittchen und die sieben Gaukler (1962)
- Zwei Girls vom Roten Stern (1966)
- Lokaltermin (1973)
- Paganini (1973)
- Der Kommissar (1975)
- Notarztwagen 7 (1976)
- Ein verrücktes Paar (1980)
- Rudis Tagesshow (1981)
- Im Dschungel ist der Teufel los (1982)
- Walt Disney’s fröhliche Weihnachten (1984)
- Detektivbüro Roth (1986)
- Die Schwarzwaldklinik (1987)
- Großstadtrevier (1987)

### Doblaje
- Keine Zeit für Heldentum (1955)
- Der Gendarm von Saint Tropez (1964)
- Das Dschungelbuch (1967)
- Ein toller Käfer (1968)
- Die Konferenz der Tiere (1969)
- Aristocats (1970)
- Willi wird das Kind schon schaukeln (1972)
- Extrablatt (1974)
- Frankenstein Junior (1974)
- Oliver & Co. (1988)
- Mumins (1990)
- Das kleine Gespenst (1992)
- Jesusgeschichten (1997)